# Ерраська сільська рада
Е́рраська сільська рада (ест. Erra külanõukogu, рос. Эрраский сельский совет) — сільська рада в Естонській РСР, адміністративно-територіальна одиниця в складі повіту Вірумаа (1945—1949), Йигвіського повіту (1949—1950)  та Ківіиліського району (1950—1954).

## Населені пункти
Сільській раді підпорядковувалися села: Ерра-Лійва (Erra-Liiva), Ерра-Матка (Erra-Matka), Ерра (Erra), Ару (Aru), Вайну (Vainu), Кольюла (Кольяла) (Koljula (Koljala), Касенурме (Варінурме) (Kasenurme (Varinurme?), Майдла (Maidla), Сала (Sala), Сала-Ару (Sala-Aru), Ірвала (Irvala), Ууемийза (Uuemõisa).

## Історія
13 вересня 1945 року на території волості Ерра у Віруському повіті утворена Ерраська сільська рада з центром у селі Ерра.
25 лютого 1949 року сільрада разом з волостю Ерра відокремлена від повіту Вірумаа, ставши складовою частиною утвореного повіту Йигвімаа.
26 вересня 1950 року, після скасування в Естонській РСР повітового та волосного поділу, сільська рада ввійшла до складу новоутвореного Ківіиліського сільського району.
17 червня 1954 року в процесі укрупнення сільських рад Естонської РСР Ерраська сільська рада ліквідована, а її територія склала південну частину Люґанузеської сільської ради.